# Roger Chaffee
Roger Chaffee   (Grand Rapids, 15 de febrer de 1935 - Estació de la Força Espacial de Cap Canaveral, 27 de gener de 1967) va ser un pilot de la Marina dels Estats Units i astronauta de programa Apollo.

## Biografia
Va néixer a Grand Rapids (Michigan), va estudiar a l'Illinois Institute of Technology i es va graduar en enginyeria aeronàutica a la Universitat de Purdue el 1957.Després de casar-se va ser assignat alferes al portaavions USS Lake Champlain per a un encàrrec de sis setmanes a Norfolk amb la Naval Air Station Pensacola, Flota de l'Atlàntic dels Estats Units. Fins a l'octubre de 1957, hi va treballar temporalment quan va assistir a l'escola de vol a la Naval Air Station Pensacola, Florida.
Allí va començar la seva formació pilotant el T-28 i el T-34. Va ser destinat a l'Estació Aèria Naval de Kingsville, Texas, des d'agost de 1958 fins a febrer de 1959 com a part de la Unitat d'Ensenyament Avançat 212. A Kingsville, es va entrenar en el caça de reacció F9F Cougar. Poc temps després va rebre les seves ales d'aviador naval a principis de 1959.
El 1963 va ser triat en el tercer grup d'astronautes de la NASA i no havia realitzat cap vol espacial quan va ser seleccionat com a pilot del mòdul lunar en el primer vol del programa Apol·lo.
Chaffee va morir al costat dels seus companys astronautes Gus Grissom i Edward White en l'incendi de l'Apol·lo 1 a Cap Canaveral.
Encara que no està provat, en el llibre Moon Shot: The Inside Story of America's Race to the Moon es defensa la teoria que va ser ell un dels pilots que van sobrevolar en un avió espia U2 l'illa de Cuba per fotografiar els míssils soviètics que desencadenarien la famosa crisi a l'octubre de 1962. De la polèmica també es fa ressò el llibre The Lost Moon, escrit per l'astronauta de l'Apol·lo 13 Jim Lovell per relatar la seva atzarós viatge.